# Openpilot
openpilot — це напів-автоматизована система водіння з відкритим програмним забезпеченням розроблена comma.ai. openpilot працює як заміна для системи допомоги водію(ADAS), оригінального виробника обладнання(OEM), з метою вдосконалення зорового сприйняття та  електромеханічного приводу. Це дозволяє користувачам модифікувати свій автомобіль використовуючи збільшену обчислювальну потужність, покращені датчики та постійно оновлювані функції допомоги водіям, які вдосконалюються за допомогою даних що подаються користувачами.
Користувачі openpilot вже проїхали понад 10 000 000 миль.

## Історія
comma.ai була заснований у вересні 2015 року Джорджем Хотцом. Через декілька місяців, на сайті Bloomberg була написана стаття про першу версію openpilot, яка демонструвала функціональність на 2016 Acura ILX. Після цього, департамент автотранспортних засобів Каліфорнії відправив листа comma.ai, в якому стверджувалося, що компанія немає права тестувати безпілотні автомобілі.

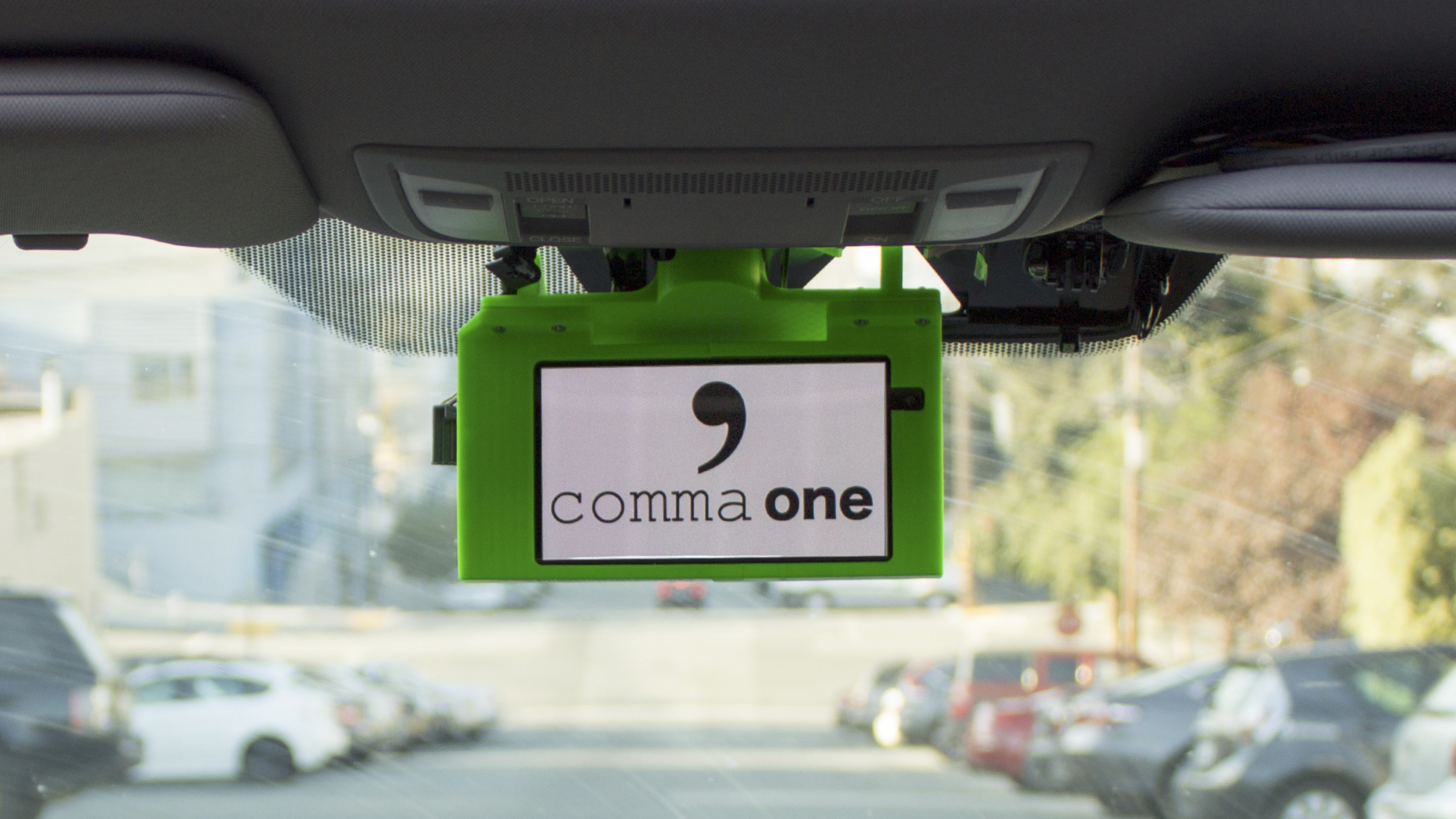
Пристрій «comma one» установний в автомобілі

«comma one» - так називався пристрій на який встановлювали openpilot. Джордж Хоц вперше розказав про цей пристрій на TechCrunch Disrupt. Згодом, в жовтні 2016 року, comma.ai отримала повідомлення від NHTSA, в якому повідомлялося, що даний пристрій, згідно закону, має відповідати федеральним стандартам безпеки автотранспортних засобів. Вони запросили інформацію, яка могла б підтвердити таке дотримання закону. comma.ai відповіла у твіттері, оголосивши про скасування «comma one».
Через місяць, 30 листопада 2016 року, comma.ai відкрила вихідний код свого програмного забезпечення, підкресливши його цільове використання для досліджень без будь-яких гарантій.

## Особливості

### Утримання автомобіля на смузі руху
openpilot використовує алгоритм  машинного навчання, створеней на основі роботи з даними водіїв, для центрування автомобіля на смузі руху. На дорогах без розмітки, алгоритм шукає найбільш безпечний шлях.

### Адаптивний круїз контроль
openpilot притримується безпечної відстані від автомобіля який їде попереду. Він здатний керувати рухом в заторах без втручання користувача. openpilot використовує дані з OpenStreetMap про кривизну дороги і обмеження швидкості, що дозволяє сповільнювати автомобіль на різких поворотах і встановлювати максимально допустиму швидкість якщо існує обмеження.

### Моніторинг водія
openpilot розпізнає обличчя водія, і якщо він відволікається, попереджає його звуковим повідомленням. Якщо водій відволікається більше ніж на 6 секунд, openpilot зупиняє автомобіль і знову попереджає користувача.

### Оновлення програмного забезпечення
openpilot отримує оновлення програмного забезпечення по бездротовій мережі через Wi-Fi або стільниковий зв'язок.

## Підтримувані автомобілі

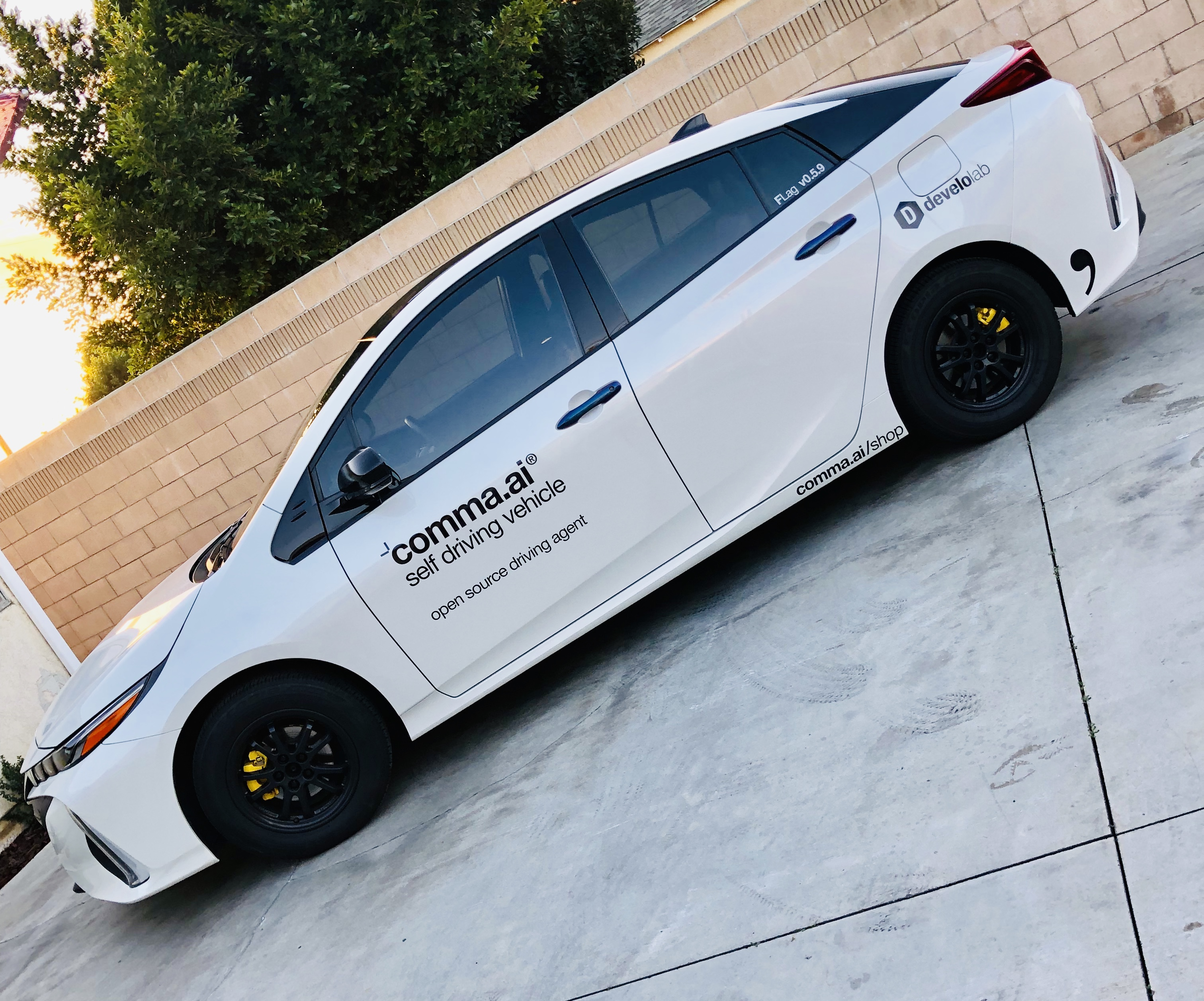
Toyota Prius з установленим openpilot

Спочатку openpilot підтримувала автомобілі Honda Civic та Acura ILX. Підтримка ще кількох транспортних засобів та різних можливостей була додана завдяки внеску програмістів у відкритий вихідний код. 
| Марка     | Модель            | З(рік) | По(рік) |
| --------- | ----------------- | ------ | ------- |
| Acura     | ILX               | 2016   | 2018    |
| Acura     | RDX               | 2016   | 2018    |
| Buick     | Regal             | 2018   | 2018    |
| Chevrolet | Malibu            | 2017   | 2017    |
| Chevrolet | Volt              | 2017   | 2018    |
| Cadillac  | ATS               | 2018   | 2018    |
| Chrysler  | Pacifica          | 2017   | 2018    |
| Chrysler  | Pacifica Hybrid   | 2017   | 2019    |
| GMC       | Acadia Denali     | 2018   | 2018    |
| Holden    | Astra             | 2017   | 2017    |
| Honda     | Accord            | 2016   | 2019    |
| Honda     | Civic             | 2017   | 2019    |
| Honda     | Civic Hatchback   | 2017   | 2019    |
| Honda     | CR-V              | 2015   | 2019    |
| Honda     | CR-V Hybrid       | 2017   | 2019    |
| Honda     | Fit               | 2018   | 2018    |
| Honda     | Odyssey           | 2018   | 2019    |
| Honda     | Passport          | 2019   | 2019    |
| Honda     | Pilot             | 2016   | 2019    |
| Honda     | Ridgeline         | 2017   | 2019    |
| Hyundai   | Elantra           | 2017   | 2019    |
| Hyundai   | Genesis           | 2018   | 2018    |
| Hyundai   | Santa Fe          | 2019   | 2019    |
| Jeep      | Grand Cherokee    | 2016   | 2019    |
| Kia       | Optima            | 2019   | 2019    |
| Kia       | Sorento           | 2018   | 2018    |
| Kia       | Stinger           | 2018   | 2018    |
| Lexus     | RX Hybrid         | 2016   | 2019    |
| Lexus     | ES Hybrid         | 2019   | 2019    |
| Subaru    | Crosstrek         | 2018   | 2018    |
| Subaru    | Impreza           | 2019   | 2019    |
| Toyota    | Avalon            | 2016   | 2018    |
| Toyota    | Camry             | 2018   | 2019    |
| Toyota    | C-HR              | 2017   | 2019    |
| Toyota    | Corolla           | 2017   | 2020    |
| Toyota    | Corolla Hatchback | 2019   | 2019    |
| Toyota    | Highlander        | 2017   | 2018    |
| Toyota    | Highlander Hybrid | 2018   | 2018    |
| Toyota    | Prius             | 2016   | 2019    |
| Toyota    | Prius Prime       | 2017   | 2020    |
| Toyota    | Rav4              | 2016   | 2019    |
| Toyota    | Rav4 Hybrid       | 2017   | 2018    |
| Toyota    | Sienna            | 2018   | 2018    |

## Спільнота

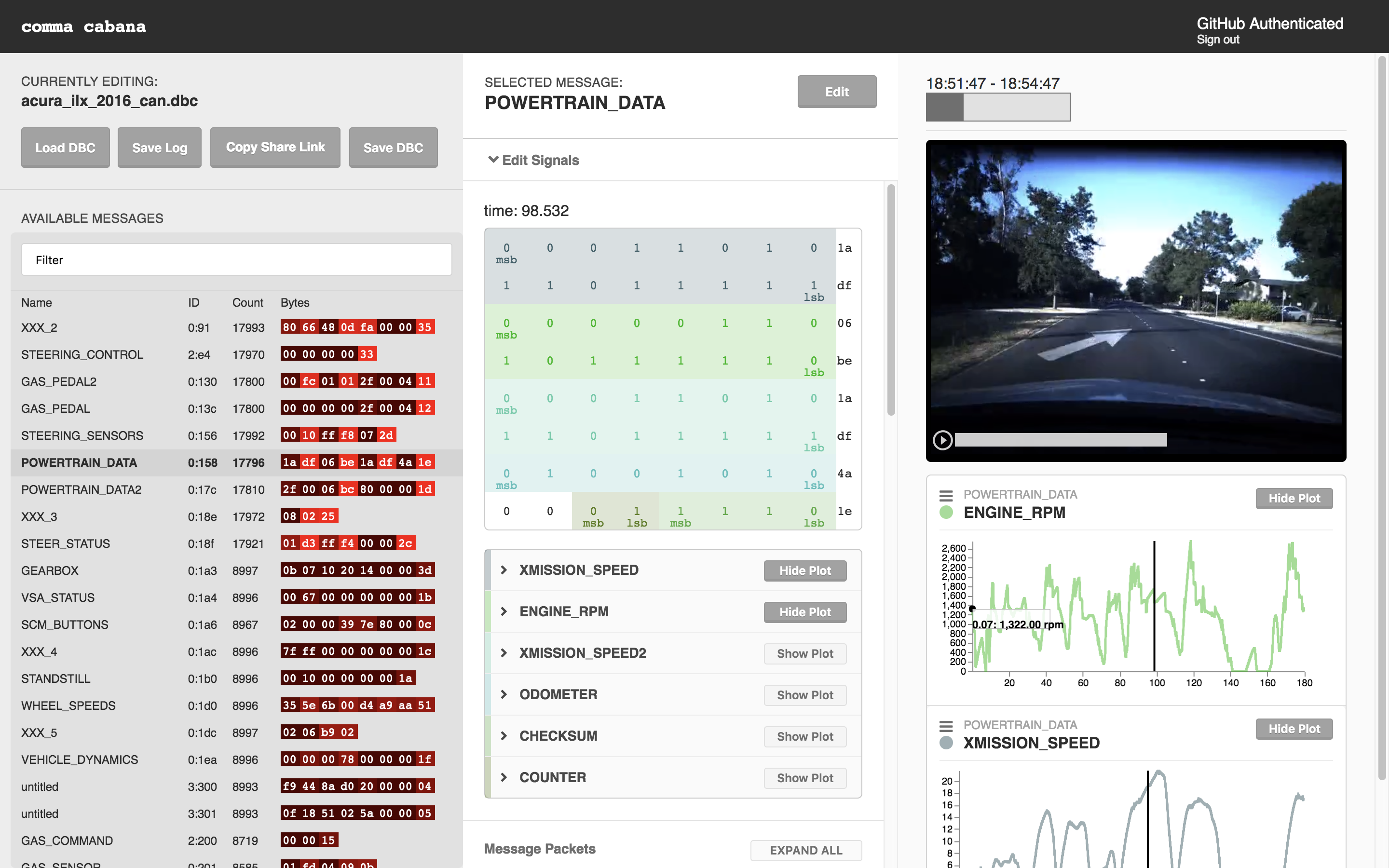
Редактор спеціфікаіцій автомобіля

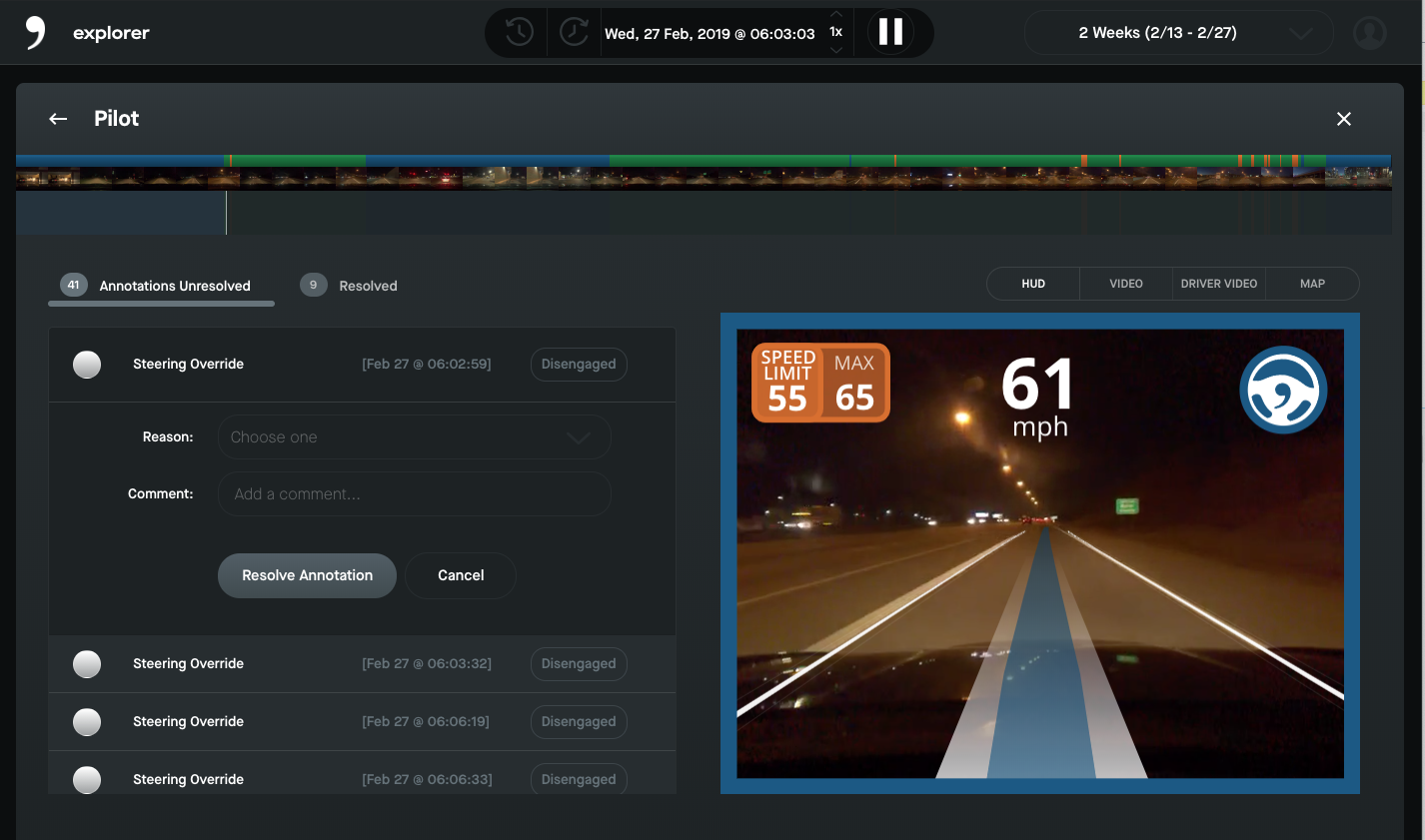
Водій залишає коментар щодо автопілоту

Розробка програмного забезпечення підтримується великою спільнотому на Discord і GitHub.
comma.ai розробила інструменти які допомагають програмістам підключити openpilot до автомоболій які ще не підтримуються. Завдяки спільноті, такі автомобілі як Chrysler і Jeep отримали підтримку в openpilot. Також, компанія створила функціонал за допомогою якого водії можуть залишати відгуки про подорожі на автопілоті. 

### Форки
Є спільноти які підтримують різноманітні форки openpilot. В цих форках реалізовані експериментальні функції, такі як наприклад "автоматична зміна смуги руху".
На GitHub є понад 3000 форків від openpilot репозиторія.